# Guds Moders födelses träkyrka, Crivobara
Guds Moders födelses kyrka, också kallad Träkyrkan i Crivobara, (rumänska: Biserica de lemn din Crivobara) är en rumänsk-ortodox träkyrkobyggnad belägen i samhället Crivobara i kommunen Secaș, i länet Timiș i västra Rumänien.
Kyrkan är helgad åt den liturgiska festdagen Jungfru Marie födelse.

## Historik
Guds Moders födelses träkyrka i Crivobara byggdes år 1780.
1820 genomgick kyrkan reparationer. Den senaste reparationen pågick 2005.

## Kyrkan
Kyrkan är 13 meter lång, 5,70 meter bred och har en vägghöjd på 2,70 meter. Väggarna, som har bjäklar och som är gjorda av ek, är täckta med jord både på utsidan och insidan.
Inne i kyrkan finns det ikoner av trä från slutet av 1700-talet och början av 1800-talet.